# Фрампол
Фрампол (пољ. Frampol) град је у Пољској у Војводству лублинском. По подацима из 2012. године број становника у месту је био 1493.

## Становништво
| 2012. |
| ----- |
| 1.493 |